# All I Really Want to Do (musikalbum)
All I Really Want to Do är sångerskan Chers första soloalbum, utgivet 1965. Titelspåret är en cover på en Bob Dylan-låt.

## Låtlista
1. "All I Really Want to Do" (Bob Dylan) - 2:59
2. "I Go to Sleep" (Ray Davies) - 2:29
3. "Needles and Pins" (Sonny Bono/Jack Nitzsche) - 2:38
4. "Don't Think Twice" (Bob Dylan) - 2:26
5. "She Thinks I Still Care" (Dickey Lee Lipscomb) - 2:14
6. "Dream Baby" (Sonny Bono) - 2:53
7. "The Bells of Rhymney" (Idris Davies/Pete Seeger) - 3:06
8. "Girl Don't Come" (Chris Andrews) - 1:58
9. "See See Rider" (Bono/Greene/Stone) - 2:39
10. "Come and Stay With Me" (Jackie DeShannon) - 2:40
11. "Cry Myself to Sleep" (Mike Gordon) - 2:20
12. "Blowin' in the Wind" (Bob Dylan) - 3:22